# Equipo de Fed Cup de Eslovenia
El Equipo de Copa Billie Jean King de Eslovenia es el equipo representativo de Eslovenia en la máxima competición internacional a nivel de naciones del tenis femenino. Su organización está a cargo de la Slovene Tennis Association.